# 另类新闻
另类新闻（Alternative Press）是一個美國的音樂雜誌，公司設立於俄亥俄州。它由迈克·谢伊创办於1985年，目前他是公司的总经理，而凯瑟琳·波茨是公司主要的負責人，總編輯杰森·佩蒂格鲁、音樂編輯斯科特·海瑟尔。雜誌內容多半收錄美國獨立音樂的資料，以及樂團的訪問、照片、作品發行資訊與音樂榜。音樂類型以硬蕊龐克發展後的子類型為主，含括另類搖滾、流行龐克、金屬蕊等等。

## 站外連結
- Official website（页面存档备份，存于）
- Official Facebook（页面存档备份，存于）
- Official Flickr（页面存档备份，存于）
- Official MySpace（页面存档备份，存于）
- Official Last.FM（页面存档备份，存于）
- Official Twitter（页面存档备份，存于）
- Official YouTube（页面存档备份，存于）
- Alternative Press Tour Hits The East Coast（页面存档备份，存于） Alternative Press Tour '07 article in Redefine Magazine